# Lamar Alexander
Andrew Lamar Alexander jr. (Maryville (Tennessee), 3 juli 1940) is een Amerikaans politicus en lid van de Republikeinse Partij. Vanaf 3 januari 2003 tot 3 januari 2021 was hij senator namens Tennessee. Hij was van 1979 tot 1987 de gouverneur van Tennessee en vanaf 1991 tot 1993 de minister van Onderwijs onder president George H.W. Bush. In 1996 en 2000 stelde hij zichzelf kandidaat voor de nominatie voor het presidentschap.

## Loopbaan
Alexander behaalde een Bachelor of Arts aan de Vanderbilt-universiteit in 1962 en een Juris Doctor aan New York-universiteit in 1965. Van 1965 tot 1966 was hij klerk bij een federale rechter. Terwijl hij werkte in de staf van senator Howard Baker leerde hij zijn vrouw Honey Buhler kennen. Samen kregen zij vier kinderen.
In 1969 werkte Alexander ook voor Bryce Harlow, een assistent van president Richard Nixon. In 1970 vertrok hij weer naar Tennessee waar hij succesvol de campagne leidde van Winfield Dunn voor het gouverneurschap van Tennessee. 

### Politieke carrière
Alexander werd vier jaar later, in 1974, genomineerd namens de Republikeinse Partij als kandidaat voor het gouverneurschap van Tennessee. Hij verloor van de Democraat Ray Blanton, die Alexander erop aanviel dat hij voor Nixon had gewerkt. Nixon was eerder dat jaar afgetreden als gevolg van de Watergateschandaal. In 1977 pakte Alexander zijn oude werk bij senator Baker op.
Blanton besloot zich in 1978 niet opnieuw verkiesbaar te stellen voor het gouverneurschap van Tennessee, als gevolg van een aantal schandalen. Alexander deed dit keer wel mee en maakte naam door 1.600 kilometer af te lopen door de hele staat. Dit keer won hij de verkiezingen wel. Hij werd vier jaar later herkozen, maar moest in januari 1987 aftreden, omdat volgens de grondwet van Tennessee een gouverneur maar twee termijnen mag zitten.
Na zijn gouverneurschap woonde hij enige tijd in Australië, maar verhuisde weer terug. Hij was van 1988 tot 1991 president van de Universiteit van Tennessee en van 1991 tot 1993 minister van Onderwijs onder president George H.W. Bush. Als minister van Onderwijs zorgde hij voor onrust door de Transnational Association of Christian Colleges and Schools (TRACS) toestemming te geven scholen een accreditatie te verlenen, waarbij zij een legale en door de overheid gesubsidieerde status zouden krijgen, ondanks een adviescommissie die negatief stond tegenover de aanvraag.
In 1987 hielp Alexander ook met het starten van Corporate Child Care Management, Inc. Dit bedrijf is nu de grootste leverancier van kinderopvang op de werkplaats. Zelf verdiende Alexander ettelijke miljoenen dollars aan het bedrijf. Naast het bedrijf was hij ook staflid op Kennedy School of Government aan de Harvard-universiteit.
Alexander stelde zich in 1996 en 2000 ook kandidaat voor het presidentschap. In 1996 eindigde hij als derde bij de Republikeinse voorverkiezingen in Iowa en New Hampshire, maar moest zich al voor Super Tuesday terugtrekken. Hij nam toen een adviesrol op zich in Dole-Kemp-campagne. Zijn tweede poging in 2000 duurde een half jaar, maar hij trok zich al terug voor de eerste voorverkiezingen, vanwege zijn lage stand in de peilingen.
Het Witte Huis haalde Alexander over om zich in 2002 verkiesbaar te stellen voor de vrijkomende zetel van senator Fred Thompson. Hij werd gezien als een gematigd Republikein en kon daarom rekenen op de tegenstand van conservatieven binnen zijn partij die liever Afgevaardigde Ed Bryant de zetel zagen winnen. Alexander had echter meer geld achter de hand, en kon rekenen op meer steunbetuigingen van prominente Republikeinen, en won daarom de voorverkiezingen. Alexander wist in de voorverkiezingen ook de Democraat Bob Clement te verslaan.

### Stemgedrag
In de Senaat is Alexander een van de Republikeinen die zich het minst aantrekt van partijlijnen. Hij gaf zijn steun aan de Irakoorlog en stemde tegen de meeste gezondheidshervormingen van president Barack Obama, maar hij stemde bijvoorbeeld in met de nominatie van Sonia Sotomayor voor het Hooggerechtshof. Ook stemde hij in met de benoeming van Harold Hongju Koh, een advocaat die sterk tegen wapenbezit is, als wettelijk adviseur van het United States Department of State. Tijdens de Afzettingsprocedure tegen Donald Trump was Alexander aanvankelijk met Lisa Murkowski, Susan Collins en Mitt Romney van plan getuigen te horen waarmee met hun steun het totaal aantal senatoren 51 van de 100 zou zijn om getuigen op te roepen.